# جيريمي بروكس
جيريمي بروكس (بالإنجليزية: Jeremy Brooks)‏ (17 ديسمبر 1926، ساوثهامبتون في المملكة المتحدة - 27 يونيو 1994 في المملكة المتحدة)؛ كاتب سيناريو، شاعر وروائي بريطاني.

## روابط خارجية
- جيريمي بروكس على موقع IMDb (الإنجليزية)
- جيريمي بروكس على موقع إن إن دي بي (الإنجليزية)
- جيريمي بروكس على موقع قاعدة بيانات الفيلم (الإنجليزية)